# Pietro Teuliè

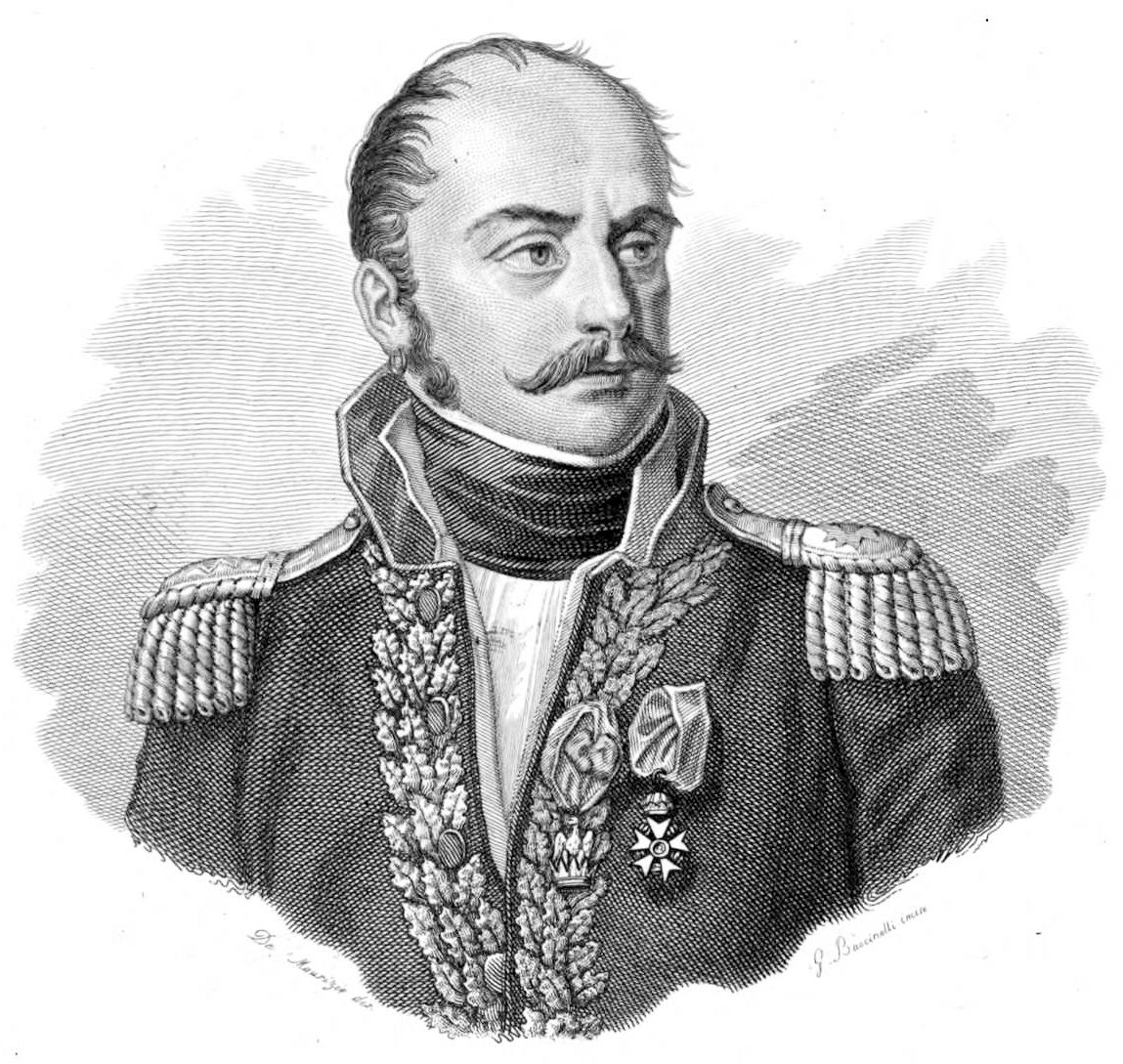
General Teuliè

Pietro Teuliè, auch Pierre Teuliè (* 3. Februar 1763 in Mailand; † wohl am 18. Juni 1807 in Tramm bei Kolberg in Pommern)  war ein italienischer General in napoleonischen Diensten.

## Leben
Teuliè war Rechtsanwalt in Mailand und ein Anhänger der Französischen Revolution. Nach dem Einmarsch der Revolutionsarmee Napoleons in Italien trat Teuliè 1796 in die Lombardische Legion der Zisalpinen Republik ein. Später war er der Organisator der Nationalgarde, aus der die Armee der Republik Italien hervorging. Er wirkte bei Aufständen gegen die Österreicher in Oberitalien und bei der revolutionären Zerstörung der Republik Venedig mit. Für seinen Einsatz in der Schlacht von Marengo am 14. Juni 1800 wurde er 1801 Kriegsminister der Republik Italien. Teuliè organisierte Armee und Gendarmerie neu und gründete 1802 in Mailand ein Hospital, ein Invalidenhaus und eine Kriegswaisenanstalt, die als Militärschule (Gymnasium) des italienischen Heeres auch heute noch besteht. Infolge einer Intrige seiner Feinde wurde er 1804 abgesetzt und verhaftet, jedoch von Napoléon rehabilitiert und zum Brigadegeneral befördert. Im Lager von Boulogne 1805 zum Divisionsgeneral ernannt, war er von Napoléon dazu ausersehen, das erste Korps bei der beabsichtigten Landung in England zu kommandieren. Im Oktober 1806 besetzte Teuliè mit seiner Division Hannover und rückte im Winter bis Stettin vor. Im März 1807 leitete er die Belagerung von Kolberg ein, wurde aber von seiner Kommandostelle am 25. März durch Divisionsgeneral  Loison abgelöst. Bei einem Besuch schanzender Soldaten in vorderster Linie in der Nacht zum 12. Juni 1807 riss ihm eine Kanonenkugel ein Bein ab. Sechs Tage später starb er in seinem Hauptquartier in Tramm. Am Tage des Begräbnisses ordnete der Kommandant Kolbergs Gneisenau eine 24-stündige Feuerpause an und ließ auf den Wällen Trauerflor hissen, um auch im Namen der Bürgerschaft dem Gefallenen wegen seiner schonenden Haltung gegenüber der Zivilbevölkerung und den Verwundeten in der Festung Hochachtung zu erweisen. Sein Kommando übernahm nach dem Frieden von Tilsit General Domenico Pino. Teuliès Name mit Lebensdaten befindet sich am Triumphbogen in Paris in der 17. Kolonne. Im Jahre 1836 wurde sein einbalsamierter Leichnam nach Mailand überführt.